# Cratere Neruda
Neruda  è un cratere sulla superficie di Mercurio.
Il cratere è dedicato al poeta cileno Pablo Neruda. A sua volta il cratere dà il nome alla maglia H-13, precedentemente nota come Solitudo Persephones.